# 罪惡修道院
《罪惡修道院》是1987年冒险游戏，由Opera Soft开发与发行，对应Amstrad CPC电脑。游戏改编自翁贝托·埃科探案小说《玫瑰之名》。遊戲後登陸ZX Spectrum、MSX、MS-DOS平台。
遊戲商業上取得一定成功，且未面向非西班牙市場。該作登上《懷舊玩家》十大完美Spectrum 128遊戲榜單。